# Portunion salvatoris
Portunion salvatoris är en kräftdjursart som först beskrevs av Robby August Kossmann 1881.  Portunion salvatoris ingår i släktet Portunion och familjen Entoniscidae. Inga underarter finns listade i Catalogue of Life.